# Schnellpresse

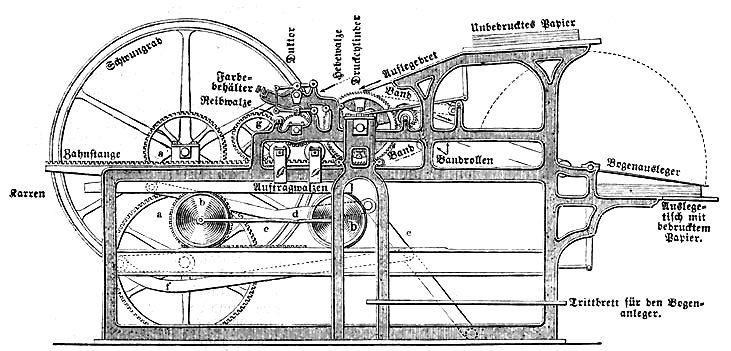
Einfache Schnellpresse. Aufriss einer einfachen Maschine mit sogenannter Eisenbahnbewegung. a Treibräder, b Karrenrollen, c Traverse oder Wagenverbindungsstange, d Karrenstange, e aufrechte Stange, f Zugstange, g Zwischenrad, daneben der Nacktzylinder für die Farbenreibung. Der Lauf des Papiers ist durch punktierte Pfeile angegeben.

Als Schnellpresse bezeichnet man im Gegensatz zur Handpresse einen Apparat, der alle Manipulationen des typografischen oder lithografischen Druckes, mit Ausnahme des Einlegens der Druckbogen, selbsttätig ausführt. In der Entwicklung des Buchdrucks lösten dampfgetriebene Schnellpressen ab dem frühen 19. Jahrhundert die handbetriebenen Druckerpressen in der Tradition Johannes Gutenbergs ab.

## Geschichte und Entwicklung

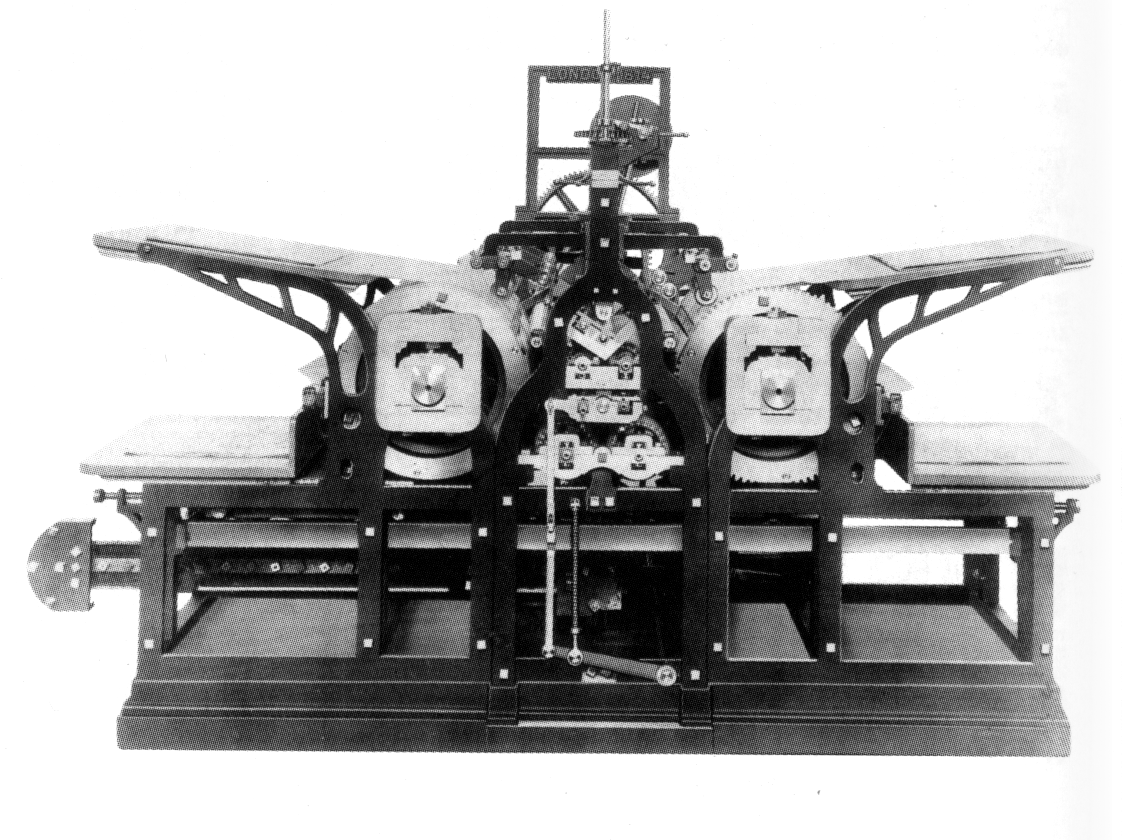
Koenigs Zylinderdruckmaschine („Doppelmaschine“)

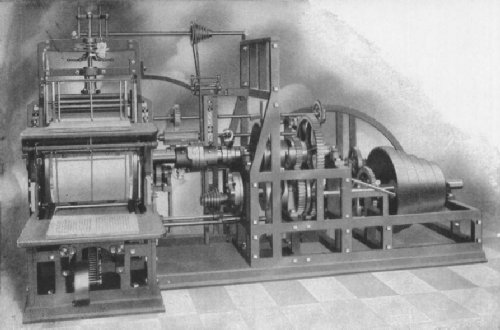
Koenigs dampfbetriebene Zylinderdruckmaschine zum Druck der Times (1814)

Als Erfinder der Zylinder-Schnellpresse gilt der Buchdrucker Friedrich Koenig (1774–1833), der seine Tätigkeit 1803 in Suhl (Thüringen) aufnahm und 1811 in London, unter Mithilfe der Buchdrucker Thomas Bensley (1750–1835) und Richard Taylor (1781–1858), aber vor allem des Mechanikers Andreas Friedrich Bauer (1783–1860), die erste einsatzreife Druckmaschine in Betrieb nahm.
Es handelte sich um eine Buchdruckmaschine, die noch die meisten Bestandteile der alten Holzpressen enthielt. Das Einschwärzen der Schrift (Auftragen der Farbe) besorgte die Maschine selbsttätig mit Färbewalzen anstelle der zuvor verwendeten Ballen. Koenig ersetzte den Tiegel als Gegendruckelement durch einen in drei mit dünnem Filz bezogene Felder geteilten Druckzylinder, auf dem das Papier während des Druckvorgangs zunächst mithilfe von Rähmchen, bei späteren Versionen durch Bänder gehalten wurde. Mit ca. 800 Bogen in der Stunde übertraf ihre Leistung die der Handpresse um mehr als das Doppelte. John Walter (der Jüngere), der Besitzer der Times, der sie arbeiten sah, bestellte zwei Maschinen für sein Blatt. Das Patent dieser ersten Zylinderdruckmaschine ist auf den 30. Oktober 1811 datiert. Die Einrichtung für einen zweiten Druckzylinder und ein kombiniertes Walzensystem sind in ihm bereits vorgesehen.
Bereits am 23. Juli 1813 erhielt Koenig ein drittes Patent für neue Verbesserungen, die beim Bau der für die Times bestimmten Maschinen zur Anwendung kamen. Diese Maschinen wurden mit zwei Druckzylindern versehen, so dass die auf dem Karren ruhende Schriftform bei jedem Hin- und Hergang zweimal statt einmal eingeschwärzt und gedruckt wurde, was zu einem Gesamtergebnis von 1100 Abdrucken in der Stunde führte.
Am 29. November 1814 erschien die Times zum ersten Mal auf der Schnellpresse gedruckt, wobei sie dieses Ereignis in einem seitdem zu historischer Bedeutung gelangten Leitartikel feierte. Die erste Zylinderdruckmaschine hatte Bensley erhalten. Sie sowie die beiden Timesmaschinen und alle von Koenig und Bauer bis 1825 gebauten wurden durch Dampfkraft betrieben.
Der Doppelmaschine folgte der Bau der Schön- und Widerdruck- oder Komplettmaschinen, für die Koenig sein letztes Patent in England am 24. Dezember 1814 erhielt. Diese enthielten an jedem Ende ein Färbewerk; auch ging der Karren mit der Form nicht mehr unter beiden Druckzylindern durch, sondern jede druckte eine eigene Form; der Druckbogen wurde mittels Schnüren und eines Leitungstuchs von einem Zylinder auf den anderen übergeführt, so dass er auf beiden Seiten fertig bedruckt die Maschine verließ, daher auch ihr Name: Komplettmaschine. Ihre Leistungsfähigkeit betrug 1000 beidseitig bedruckte Bogen in der Stunde, aufgestellt wurde die erste Maschine 1816 in der Druckerei von Bensley.
Koenigs Erfolge regten auch andere Konstrukteure an. 1813 ließen sich Richard Bacon und Bryan Donkin (1768–1855) in London eine Schnellpresse patentieren, die aber nie zur Ausführung gekommen ist. Bei ihr stand die Schrift nicht auf einer einzigen horizontalen Fläche, sondern auf einem prismatischen, sich drehenden Zylinder, der seine verschiedenen von einem Walzenapparat eingeschwärzten Seiten an einem zweiten, ebenfalls prismatischen Druckzylinder zum Empfang des Druckes vorbeiführte.
Bacon und Donkin wendeten zuerst statt Walzen aus Leder solche aus Sirup und Leim an, um eine gute Färbung zu erzielen; die zusammengeschmolzene Sirup-Leimmasse gossen sie auf Leinwand und befestigten diese auf dem Walzenzylinder. Das Verfahren ist gut 50 Jahre lang für Buchdruckwalzen beibehalten worden, aber sehr bald hat man die Masse direkt um die Walzenkerne gegossen.
Die Einführung des zu druckenden Papiers erfolgt bei Donkins Maschine auf einem Tuch, von dem es ein Greiferlineal abhob. Eine folgenschwerere Konkurrenz sollte Koenig durch Bensley erwachsen, der sich mit Edward Cowper (1790–1852) und Augustus Applegath vereinigte und unter Anwendung unwesentlicher, als Verbesserungen bezeichneter Abänderungen selbst zum Bau Koenigscher Maschinen schritt.
Rutt und Napier, zwei weitere Nachahmer, folgten bald, und Koenig zog es vor, bald gefolgt von Bauer, nach Deutschland zurückzukehren, wo er die Gebäude des ehemaligen Klosters Oberzell bei Würzburg 1818 in eine Maschinenfabrik umwandelte. Die ersten vier Schnellpressen in Deutschland und zugleich die ersten Erzeugnisse der Fabrik zu Oberzell empfingen 1822 die von Deckersche Hofbuchdruckerei und die Druckerei der Spenerschen Zeitung in Berlin.

## Funktionsweise
Der folgende Abschnitt beschreibt die grundsätzliche Funktionsweise der historischen Schnellpresse. In der Blütezeit der Schnellpressen gab es die generelle Unterscheidung in Flachformmaschinen und Rundformmaschinen sowie bei den Flachformmaschinen wiederum in horizontale und vertikale (Lage der eingespannten Druckform) oder nach dem Funktionsprinzip in Stoppzylinder- (auch Haltzylinder), Eintouren, Zweitouren- oder Schwingzylinderpressen. Die ersten bekannten Formen waren horizontale Flachformmaschinen in Stoppzylinderbauweise. Sonderformen im Flachformmaschinenbau waren Mehrfarbpressen und Mischformen in halbvertikaler Bauweise.
Der Begriff Schnellpresse wurde ursprünglich nur für einen Maschinentypus verwendet, später wurde dann der Buchdruckautomat ergänzend hinzugenommen und letztendlich wieder alle Bauformen unter Schnellpresse zusammengefasst.
Der Mechanismus der Schnellpresse besteht zunächst in einem vierwandigen, innerhalb durch Kreuzstreben verbundenen Gestell, in dessen oberen Teil in der Mitte der Druckzylinder in Lagern liegt, während unter ihm, auf Schienen gleitend, der Karren, d. h. das die zu druckende Schriftform tragende Fundament (eine glatte Eisenplatte in horizontaler Lage), hin- und hergetrieben wird, um durch dasselbe überlagernde Auftragwalzen aus dem Farbapparat die für den Druck erforderliche Färbung zu erhalten. Die Bewegung des Karrens wird als hypocykloidische Geradführung bezeichnet und beruht auf dem Prinzip der Cardanischen Kreise.
Die Einfärbung kann entweder mittels Tischfärbung oder Zylinderfärbung geschehen. Bei ersterer erfolgt die gleichmäßige Verteilung der Farbpartikelchen durch Verreibung auf vor oder hinter dem Fundament angebrachten Farbentischen. Bei letzterer geschieht es nur auf einer Anzahl übereinander gelagerter Walzen, die man je nach ihrer Zahl und Stellung als einfache oder doppelte (übersetzte) Färbung bezeichnet.
Ende des 19. Jahrhunderts hat man auch die Zahl der Auftragwalzen von zwei auf vier erhöht und die ihnen überlagernden Verreiber entsprechend vermehrt, um eine feinere und durchaus gleichmäßigere Färbung zu erzielen.
Die Grundzüge der Schnellpresse haben mit ihrer Ausbreitung und durch die zahlreichen Fabrikanten, die sich ihrem Bau zuwandten, wesentliche Modifikationen erfahren. Eine sehr wichtige Verbesserung war die Ersetzung der Zuführbänder durch am Druckzylinder angebrachte bewegliche Klammern (Greifer), in die das zu bedruckende Papier gelegt wird, um dem häufig auftretenden Faltenbilden entgegenzuwirken, sowie mit der Verwendung von Punkturen (im Zylinder befestigten Stahlstiften) ein vollkommen genaues Aufeinanderpassen der Seiten (Registerhalten) zu ermöglichen.
Man bezeichnete die mit Greiferapparat versehenen Schnellpressen fortan als Greifermaschinen zum Unterschied von den bis dahin gebräuchlichen Schnurenmaschinen, die seitdem ganz außer Gebrauch gekommen sind. Auch der Bewegungsmechanismus des Karrens wurde geändert; er unterscheidet sich noch in Krummzapfen- oder Kurbel-, Eisenbahn- und Kreisbewegung, letztere eine der wesentlichsten von Bauer gemachten Verbesserungen.

### Zweifarbdruck
Sir William Congreve baute eine Maschine zur Ausführung des nach ihm benannten Congrevedrucks, die zwar keine große Ausbreitung gefunden hat, aber als erste Maschine für zweifarbigen Druck Erwähnung verdient.
Dieser wurde in anderer Weise erreicht durch die von der Fabrik Koenig und Bauer (KoeBau) zuerst vollkommen zweckentsprechend gebaute, von Koenigs erstem Sohn Wilhelm ersonnene Zweifarbenmaschine. Auf ihr wird das Papier zweimal nacheinander, unter doppelter Drehung des Zylinders, von getrennten, sich gegenseitig ergänzenden Formen gedruckt, wobei es nach dem ersten Abdruck unverrückt in seiner Lage festgehalten wird, bis es den zweiten Druck empfangen hat; die Congrevemaschine trennte selbsttätig die beiden zu druckenden Platten, vereinigte sie dann wieder nach erfolgter separater Färbung und gab erst hierauf den Druck ab.
Skandinaviapresse wurde eine von dem Schweden Holm erfundene und um 1840 zuerst in England gebaute Schnellpresse genannt, der ebenso wie bei der ersten Druckmaschine Koenigs das Tiegel-, d. h. Plattendrucksystem zu Grunde lag; der Umstand, dass man damals auf der Schnellpresse mit Zylinderdruck noch nicht den feinen Werk- und namentlich den Illustrationsdruck mit allen Anforderungen entsprechender Vollendung zu erreichen verstand, mag die Veranlassung gewesen sein zu ihrer Konstruktion. Die Skandinaviapresse hat viele Teile der Handpresse; der Tischfärbungsapparat ist selbsttätig, die Bewegung des Karrens erfolgt entweder durch eine exzentrische Scheibe auf einer Krummzapfenwelle oder durch eine sich drehende Trommel mit diagonaler Rinne, in der ein unterhalb des Karrens angebrachter „Fisch“ läuft; der Tiegel geht in solider Führung auf und nieder. Anfänglich nur für eine Form, hat man sie später auch doppelt, mit einer Form nach jeder Seite, jedoch so gebaut, dass sowohl beide Seiten als auch jede einzelne unabhängig von der anderen arbeiten können.
Die einfache Skandinaviapresse liefert 500 bis 700, die doppelte bis 900 Drucke pro Stunde; man bedient sich ihrer noch vielfach in England bei feinen Arbeiten mit oder ohne Illustrationen; in Deutschland, wo man von jeher dem Zylinderdruck größere Sorgfalt zuwandte, hat sie nur eine beschränkte Verbreitung gefunden. Um den sich steigernden Anforderungen des Zeitungsdrucks zu genügen, waren manche Blätter genötigt, ihren Satz zwei- bis viermal anfertigen zu lassen, wodurch ihre Herstellungskosten ganz außerordentlich gestiegen sind.
Man war daher bemüht, die Leistungsfähigkeit der Maschinen zu erhöhen, und schon 1828 hatte, nachdem Koenig zu Oberzell wegen Überbeschäftigung den Auftrag ablehnte, es Applegath in London übernommen, eine vierzylindrige Schnellpresse für den Druck der „Times“, mit einer Leistungsfähigkeit von 4000 Exemplaren in der Stunde, zu bauen; 1846 aber trat Little in London mit einer vervollkommneten vierzylindrigen Druckmaschine in die Öffentlichkeit, die den Druck von stündlich 6000 Exemplaren ermöglichte.

### Satz auf einem rotierenden Zylinder
Vor ihm hatte Rowland Hill 1835 versucht, Druckmaschinen mit konisch geformten Lettern zu konstruieren, deren Satz auf einen rotierenden Zylinder gestellt wurde. Da er jedoch den Durchmesser des Zylinders viel zu gering wählte, misslang ihm, was später Applegath und Hoe durchführten. Applegath bekam 1846 ein Patent auf eine Schnellpresse, bei der er die zu druckenden Typenformen nicht mehr auf ein horizontales Fundament, sondern, indem er Schriftsatz durch konische Spaltenlinien und Schrauben befestigte, aus der Außenseite eines großen, 200 englischen Zoll im Umfang haltenden senkrechten Zylinders stellte, der zwischen den Typenformen auch glatte Flächen zum Verreiben der Farbe hatte.
Rings um diesen großen Typenzylinder standen, ebenfalls senkrecht, acht Druckzylinder und zwischen ihnen die Farb- und Reibewalzen sowie die Apparate zum Einführen des Papiers, das oben im Kreis horizontal angelegt, durch den Mechanismus jedoch in eine senkrechte Lage gebracht und zum Druck befördert wurde. Bei jeder Umdrehung des inneren Typenzylinders wurden somit acht Bogen auf einer Seite bedruckt. Die Leistungsfähigkeit dieser Schnellpresse wurde auf 12.000 Drucke pro Stunde veranschlagt.
Sie diente für den Druck der „Times“, bis sie 1862 durch Hoesches so genannte Lightning- oder Mammutpressen ersetzt wurde.

### Schriftplatte
Hoe in New York brachte Applegaths Verfahren, den Schriftsatz auf einen Zylinder zu stellen, in der Art zur Ausführung, dass er den Zylinder horizontal legte, wobei ihm die inzwischen erfundene und vervollkommnete Papierstereotypie sehr zum Vorteil gereichte.
Mit Hilfe derselben war es möglich, gebogene, den Segmenten des Schriftzylinders genau entsprechende Schriftplatten von zuvor erstelltem Satz zu gießen.  Hoe legte um seinen horizontalen Schriftzylinder bis zu zehn Druckzylinder und deren Farbwalzen, und da ersterer mit einer Schnelligkeit von 2000 Umdrehungen pro Stunde getrieben werden konnte, so lieferte eine solche Schnellpresse bis zu 20.000 Drucke in der Stunde.
Auch in Deutschland hatte das Zeitungswesen in derselben Zeit Fortschritte gemacht. Schon 1832 hatten sich Koenig und Bauer zum Bau von vierfachen Maschinen erboten, damit auch den Druck auf endloses Papier für möglich erklärt, von der Ausführung solcher Pläne aber abgesehen, „weil es nirgends Verhältnisse gäbe, in welchen die hierdurch zu erlangende große Geschwindigkeit besondere Vorteile gewähren würde“.
Erst 1847 erhielt die Kölnische Zeitung eine vierfache von Bauer konstruierte mit drei Druckzylindern versehene Schnellpresse, von denen der mittlere beim Hin- und Hergang der Form, die äußeren aber nur je einmal druckten, sodass jeder Doppelweg des Schriftsatzes vier Abdrucke ergab. Sie lieferte 6.000 Drucke in der Stunde und wurde durch vier das Papier einlegende Personen (Anleger) bedient. Das Auslegen der bedruckten Bogen erfolgte anfänglich per Hand, später durch einen mechanischen Apparat. Der Ausleger war eine Art Rechen mit intermittierender Bewegung, wie man ihn nach amerikanischem Vorbild bereits auch an anderen Maschinen eingeführt hatte.
In Frankreich, wo die erste Schnellpresse 1823 aus England eingeführt worden war und wohin sodann bis zum Ausbruch der Julirevolution die deutschen Erfinder namhafte Lieferungen machten, hat erst Marinoni den Schnellpressenbau in energischer Weise und mit großem Erfolg betrieben.
Er wandte seine ganze Sorgfalt der größeren Verbreitung der Maschinen durch Vereinfachung und günstigeren Angeboten derselben an, vernachlässigte aber auch nicht den Bau großer, rasch arbeitender Schnellpressen für den Zeitungsbedarf; von der vierfachen, die auch andre (namentlich Alauzet) neben ihm bauten, ging er zur Rotationsmaschine über, die nach demselben Prinzip wie die oben erwähnte Hoesche Mammutschnellpresse nicht vom Schriftsatz, sondern von halbkreisförmigen Stereoplatten druckte, in ihrem übrigen Bau sich aber sehr wesentlich von jener unterscheidet und besonders durch Verkleinerung der Druckzylinder hohe Druckgeschwindigkeiten erreichte.

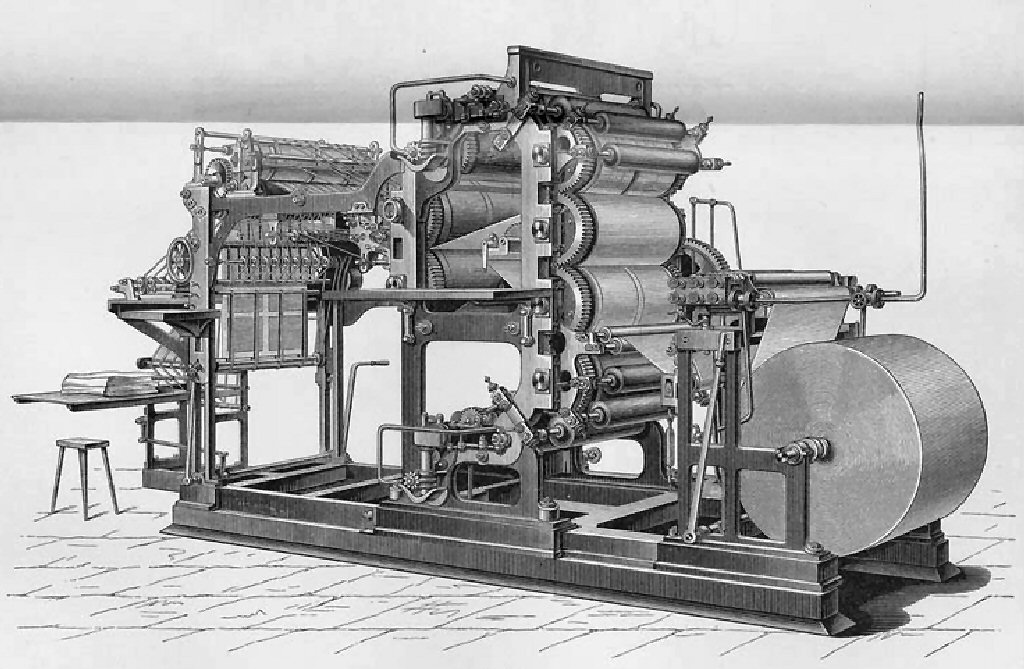
Rotations-Buchdruckmaschine (Ansicht). Rotations-Buchdruckmaschine mit Falzapparat (Walter-System). Von der Maschinenfabrik Augsburg für den Druck von Meyers Konversations-Lexikon konstruiert.

### Druck von endlosem Papier
Aber sowohl Marinonis als Hoes großartige Schnellpressen besaßen in der großen Zahl der erforderlichen Bedienungsmannschaft sowie in einem sehr komplizierten System von Führungsbändern Mängel, die bei der Eile des Zeitungsdrucks oft störend wirkten; Abhilfe gewährte die Anwendung des sogenannten endlosen Papiers beim Druck auf hierfür geeigneten Rotationsmaschinen, letztere so genannt wegen der ununterbrochenen, stets in einer Richtung erfolgenden Drehung der Platten- (Stereotypen-)Zylinder und der Druckzylinder, die niemals, wie bei anderen Systemen, zu Stillstand oder Rücklauf kommen. Der Druck endlosen Papiers ist zwar schon in den 1840er Jahren in Amerika versucht worden, wo man die Buchdruckmaschine in direkte Verbindung brachte mit der Papiermaschine, und später versuchte Auer in Wien den Druck von Rollenpapier auf gewöhnlichen Maschinen; doch wurden in beiden Fällen weder dauernde noch günstige Erfolge erzielt.

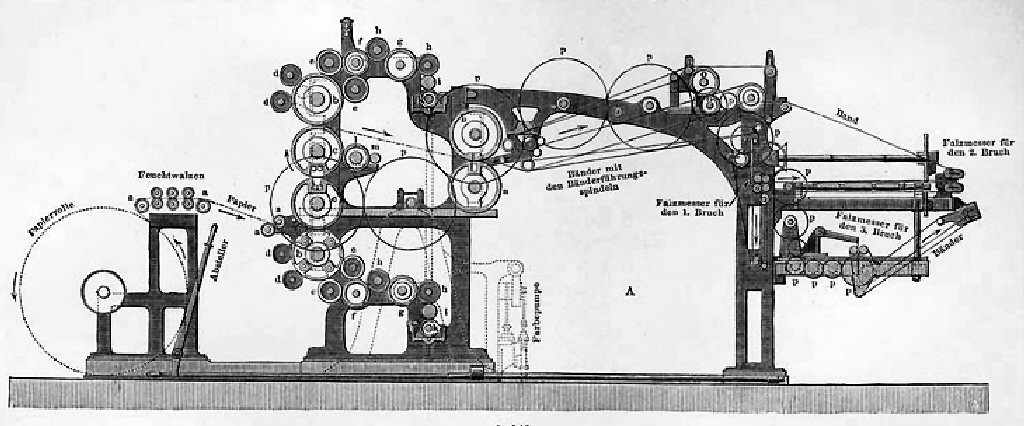
Rotations-Buchdruckmaschine (Aufriss). a Bogenführungswalzen, b Formcylinder, c Druckcylinder, d Verteilungswalzen, e Auftragewalzen, f Nacktwalzen, g Nackt- und Verreibungswalzen, h Verreibungswalzen, i die sogen. Hebwalzen, k Duktor, l Schmutzcylinder, m Putzspindel, n die beiden Schneidcylinder, o Bogen-Abreibwalzen, p Treibräder. – Der Lauf des Papiers ist durch Pfeile bezeichnet. Bei Maschinen, die statt des Falzapparats einen selbstthätigen Ausleger haben, befindet sich letzterer in dem Raum A.

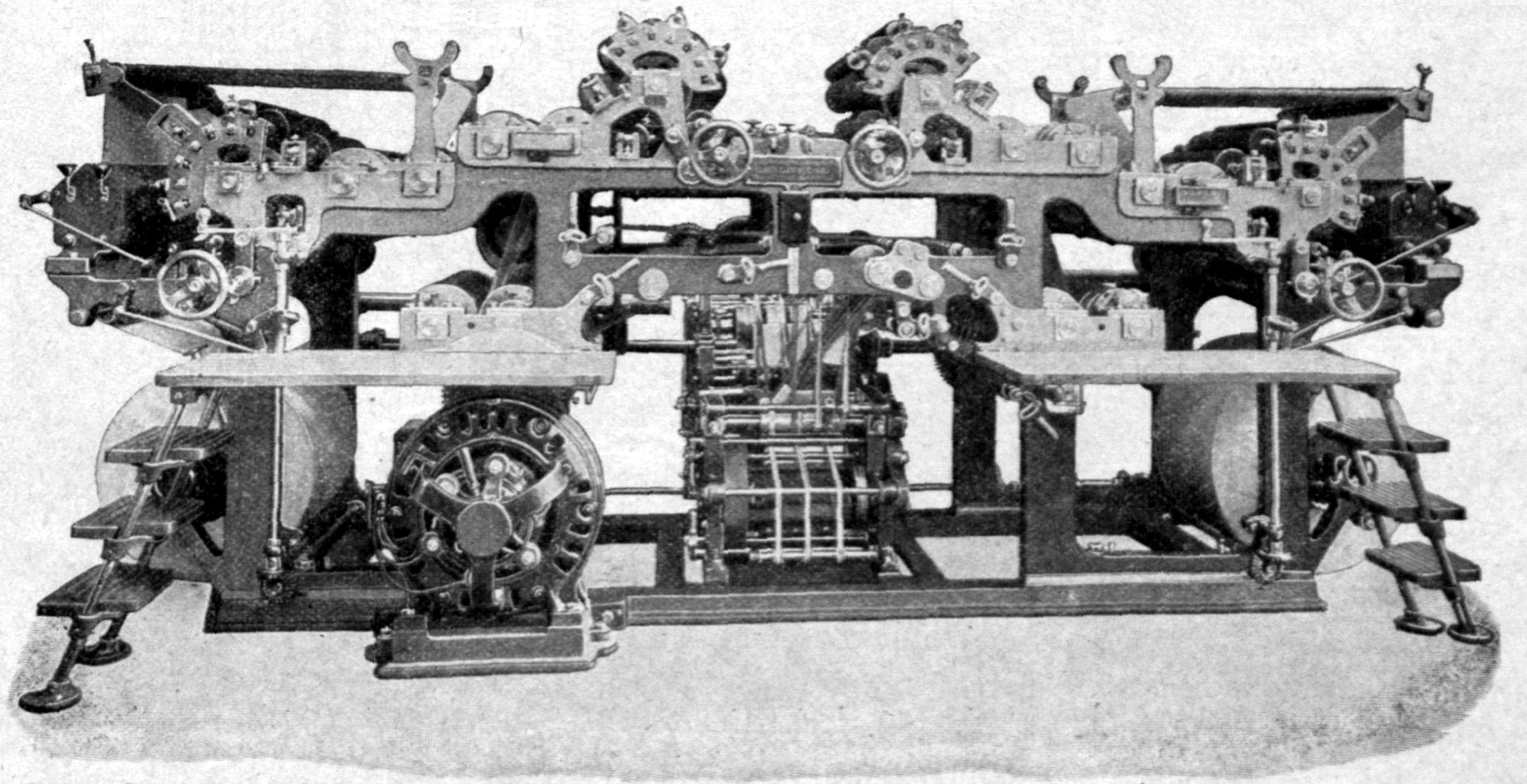
Zweifache oder auch Zwillings-Rotationsmaschine für die Lübeckischen Anzeigen von der Schnellpressenfabrik Frankenthal Albert & Co., Akt. Ges. in Frankenthal (1904)

Dies gelang erst dem Amerikaner William Bullock (siehe Bullockmaschine) mit seiner Rotationsmaschine, bei der die Stereoplatten auf zwei großen Zylindern für Schön- und Widerdruck angebracht sind, auf die das Papier direkt von der Rolle gelangt, und von wo es durch einen eigenartigen Ausleger aus Riemen, mit Vermeidung aller Bänder, abgenommen und niedergelegt wird. Diese Schnellpresse, die aber nur in Amerika beim Zeitungsdruck Verbreitung gefunden hatte, lieferte 12.000 bis 15.000 Exemplare pro Stunde.
In England hatte zuerst 1862 auf der Weltausstellung zu London der Amerikaner Wilkinson ein Modell einer Maschine zum Druck von endlosem Papier ausgestellt. Dieses soll den späteren Erbauern (1867–1872) der Walterpresse, so genannt nach dem Besitzer der „Times“, der die Mittel hergab zur Konstruktion dieser Maschine, zum Vorbild für ihre Schnellpresse gedient haben. Ihre Leistungsfähigkeit beträgt, wie die der meisten Rotationsschnellpressen, 10.000 bis 12.000 Exemplare in der Stunde. Von den Nachfolgern der Walterpresse in England ist die von Bond und Foster in Preston erbaute Schnellpresse („Prestonian“) anzuführen.
Die ersten Rotationsmaschinen auf dem Kontinent zum Druck endlosen Papiers, zwei Walterpressen, wurden in der Druckerei der Presse zu Wien 1873 aufgestellt, und der Konstruktion dieser Walterpresse ist die „Maschinenfabrik Augsburg“ bei Herstellung ihrer Rotationsmaschine in allen wesentlichen Teilen unter Einführung wichtiger Verbesserungen gefolgt.
Die Augsburger Rotationsmaschinen sind die ersten, die dauernd zum Werkdruck verwandt wurden und sich dabei bewährten; Beweis hierfür ist beispielsweise Meyers Konversationslexikon, dessen letzte Auflagen im 19. Jahrhundert zum größten Teil darauf gedruckt wurden. Ihre Leistungsfähigkeit beträgt ebenfalls 10.000 bis 12.000 fertige Bogen pro Stunde.

### Rotationsmaschine für Illustrationsdruck
Die Maschinenfabrik Augsburg hat indes durch Adaptierung der Rotationsmaschine für guten Illustrationsdruck einen noch höheren Triumph gefeiert. Auf Anregung des Stuttgarter Verlegers Eduard von Hallberger unternahm sie 1878 deren Bau und vollendete ihn im folgenden Jahr, während gleichzeitig in London für den Besitzer der Illustrated London News, Ingram, Rotationsmaschinen zum Druck des englischen illustrierten Weltblattes in der Maschinenbauanstalt von Middleton and Comp. in London hergestellt wurden.
Eine von dieser 1878 auf der Weltausstellung zu Paris vorgeführte derartige Maschine erwies sich indes noch nicht als produktionsreif, ebenso wenig wie die Illustrations-Rotationsmaschine der Pariser Firma Alauzet; doch hat man dieselben später vervollkommnet und erzielte jetzt damit günstige Druckresultate.
Bei der Augsburger Rotationsmaschine hält eine große Rolle das endlose Papier, das über eine Leitrolle zwischen drei kleine, mit Filz bezogene und mit Dampf erfüllte Walzenpaare gelangt, wo ihm die für den Druck erforderliche Feuchtigkeit mitgegeben wird. Dann tritt das Papier zwischen die senkrecht übereinander liegenden Druck- und Plattenzylinder, in der Mitte die mit dünnem Filz überzogenen Druckzylinder, oben und unten die Plattenzylinder, neben oder über und unter ihnen Tröge mit der durch ein Pumpwerk stets Druckfarbe ergänzt wird und zudem noch je neun Walzen zur Aufnahme, Verreibung und zum Auftragen der Farbe auf die Stereotypplatten.
Bei seinem S-förmigen Durchgang zwischen beiden Zylinderpaaren empfängt das Papier Schön- und Widerdruck rasch hintereinander (die hinter den Druckzylindern sichtbare Walze hat den Zweck, dieselben rein zu halten und dem Abschmutzen der Farbe, d. h. der Verunreinigung des Papiers beim Widerdruck, vorzubeugen) und wird sodann zwischen zwei Perforierzylinder (im Bilde das Zylinderpaar der Mitte) geleitet, wo es so durchstochen wird, dass die Bogen nur noch lose zusammenhängen. Bei seinem Austritt empfangen zwei Bandleitungen von ungleicher Geschwindigkeit den jetzt abgeteilten Bogen, trennen ihn vollends vom nachfolgenden Bogen und führen ihn an das andere Ende der Maschine, um entweder von Doppelauslegern auf zwei Auslegetische gebracht, oder, wie auf unsrer dargestellten Maschine, wieder von einer anderen Bandleitung aufgenommen zu werden, die ihn zuerst senkrecht so weit hinabführt, bis ein stumpfes Messer ihn zwischen das erste Walzenpaar der Falzmaschine drückt und auf den horizontalen Tisch leitet, wo er wiederum zwischen Walzen gedrückt wird und den zweiten Bruch (Quart) empfängt; ein drittes Walzenpaar kann ihm endlich den dritten Bruch (Oktav) geben, bevor er fertig gedruckt und gefalzt auf den Auslegetisch gelangt. Derartige Falzmaschinen werden auch von anderen Maschinenfabriken an ihren Rotationsmaschinen angebracht.
In Deutschland wurde der Bau von Rotationsmaschinen für endloses Papier auch von der „Fabrik Koenig und Bauer zu Oberzell“ sowie von Hummel in Berlin aufgenommen. In Österreich baute sie zuerst Sigl in Wien. In Frankreich wandte sich Marinoni denselben zu, indem er seine bisherige, einzelne Bogen druckende Rotationsmaschine zum Druck von Rollenpapier umwandelte, jedoch von dieser bald ab- und zu einer sich der Walterpresse nähernden einfacheren Konstruktion überging, während Charles Derriey, ebenfalls zu Paris, die verschiedensten Formen und Konstruktionen bei seinen Rotationsmaschinen in Anwendung gebracht hat. Alauzet in Paris erreichte zuerst die bedeutendsten Resultate in der Konstruktion von Rotationsmaschinen für Massendruck.

### Verschiedene Formate
Als letzte Vervollkommnung im Bau dieser Riesenschnellpressen ist deren Adaptierung zum Druck verschiedenartiger Formate zu verzeichnen. Bisher war es nicht möglich, ein andres Format als das dem Zylinderumfang entsprechenden auf ihnen zu drucken, da sich der Bogen bei seinem Abwickeln von der Papierrolle diesem anpassen musste, um nach dem Druck in der festgesetzten Größe von der Papierbahn abgeschnitten zu werden. Diese Beschränkung, die eine Anwendung von Rotationsmaschinen namentlich im Bücherdruck mit wechselnden Formaten fast unmöglich machte, ist von der Firma Koenig und Bauer zu Oberzell überwunden worden. Sie hat eine Maschine konstruiert, die das Papier vor dem Druck selbsttätig von der Rolle schneidet, worauf ein pneumatischer Apparat den Bogen in der erforderlichen Lage auf dem ersten Druckzylinder festhält, nach dem Druck ihn aber abstößt und dem zweiten Druckzylinder zuführt, wo er ebenfalls pneumatisch festgehalten und schließlich an den Ausführapparat abgegeben wird. Dieser wesentliche Fortschritt im Rotationsmaschinendruck ermöglicht erst ihre ausgedehnte Verwendung im Werk- und Akzidenzdruck.

### Weitere Entwicklungen
Neben dem Bestreben, den Buchdruckereien die Mittel zum Betrieb des Zeitungswesens zu liefern, hat sich auch ein solches nach entgegengesetzter Richtung geltend gemacht: der Kleinbetrieb sollte durch geeignete Schnellpressen in den Stand gesetzt werden, von der alten langsamen Handpresse ganz abzusehen und doch gut, aber auch schnell liefern zu können. Diesen Zweck zu erfüllten die sogenannten Akzidenzmaschinen.
Nach einer dritten Seite hin hat man versucht, dem Buchdruckereibetrieb durch die Schnellpresse größere Verbreitung zu geben, indem man solche für den Druck von mehr als zwei Farben baute.
Die Pariser Ausstellung von 1878 zeigte eine ganze Anzahl derartiger Versuche, doch konnte man durch dieselben die Aufgabe noch keineswegs als gelöst betrachten. Erst dem Inhaber eines grafischen Etablissements in Leipzig, A. H. Payne, gelang es, eine leistungsfähige Schnellpresse für Vielfarbendruck zu entwickeln, die von der Maschinenfabrik von Koenig und Bauer zu Oberzell ausgeführt und in der Folge stark verbessert wurde.
Bei der großartigen Entwicklung des Schnellpressenbaues für Buchdruck musste es überraschen, dass der Steindruck noch lange ohne Schnellpresse blieb. Als erster, der eine solche baute, war Smart in England, dessen Maschine 1846 patentiert wurde, und die mit Ausnahme des Ein- und Auslegens des Papiers alle Manipulationen des lithografischen Drucks, also auch das Netzen und Wischen des Steins, selbsttätig ausführte.
Ihm folgte 1851 zuerst Sigl in Wien und Berlin, in Frankreich Huguet, Voirin; seitdem hat der Bau solcher Maschinen ebenso große Verbreitung gefunden wie der der Buchdruckschnellpressen, denen sie übrigens in ihrer Grundform fast gleich sind. Rotationsmaschinen sind außerdem gebaut worden für Kupferdruck von Guy in Paris, der zwei Exemplare verschiedener Konstruktion auf der Weltausstellung zu Paris 1878 vorführte; sodann für Lichtdruck von Schmiers, Werner und Stein in Leipzig und schließlich für lithografischen Druck von Zinkplatten, erfunden von Schlotke in Hamburg, erbaut von Klein, Forst und Bohn in Johannisberg a. Rhein. Doch lassen sich dieselben in Bezug auf Schnelligkeit kaum mit den Rotationsmaschinen für Buchdruck vergleichen, wenngleich auch sie in dieser Hinsicht ganz bedeutende Vorteile erzielen, verglichen mit den Ergebnissen des gewöhnlichen Pressendrucks.

## Quelle
Der Artikel wurde hauptsächlich anhand dieser Quelle erstellt:
- Artikel Schnellpresse in: Meyers Konversations-Lexikon, 4. Auflage, 1885–1892, Band 14, S. 582–586, online bei retrobibliothek.de.